# 朝鲜民主主义人民共和国政治迫害
朝鲜人民在日常生活的方方面面都受到政治压制，包括但不限于言论自由、迁徙自由、就业和宗教自由。金日成家族统治朝鲜。它以主体思想和先军政治为指导，巩固中央集权。主体思想受到许多学者的批评为极权统治的一个活生生的例子。而先军政治意味着朝鲜人民军拥有最高的政治、经济和资源配置优先权。
朝鲜作为一个一党制国家，要求每个公民都必须牢记“确立党的唯一思想体系十大原则”的每一个细节，因为这些原则确保当局可以有效地奴役朝鲜人民。此外，如果人们实施不被政府允许的行为、行动或不尊重金日成家族，则将招致拘留、酷刑甚至死刑。

## 主体思想

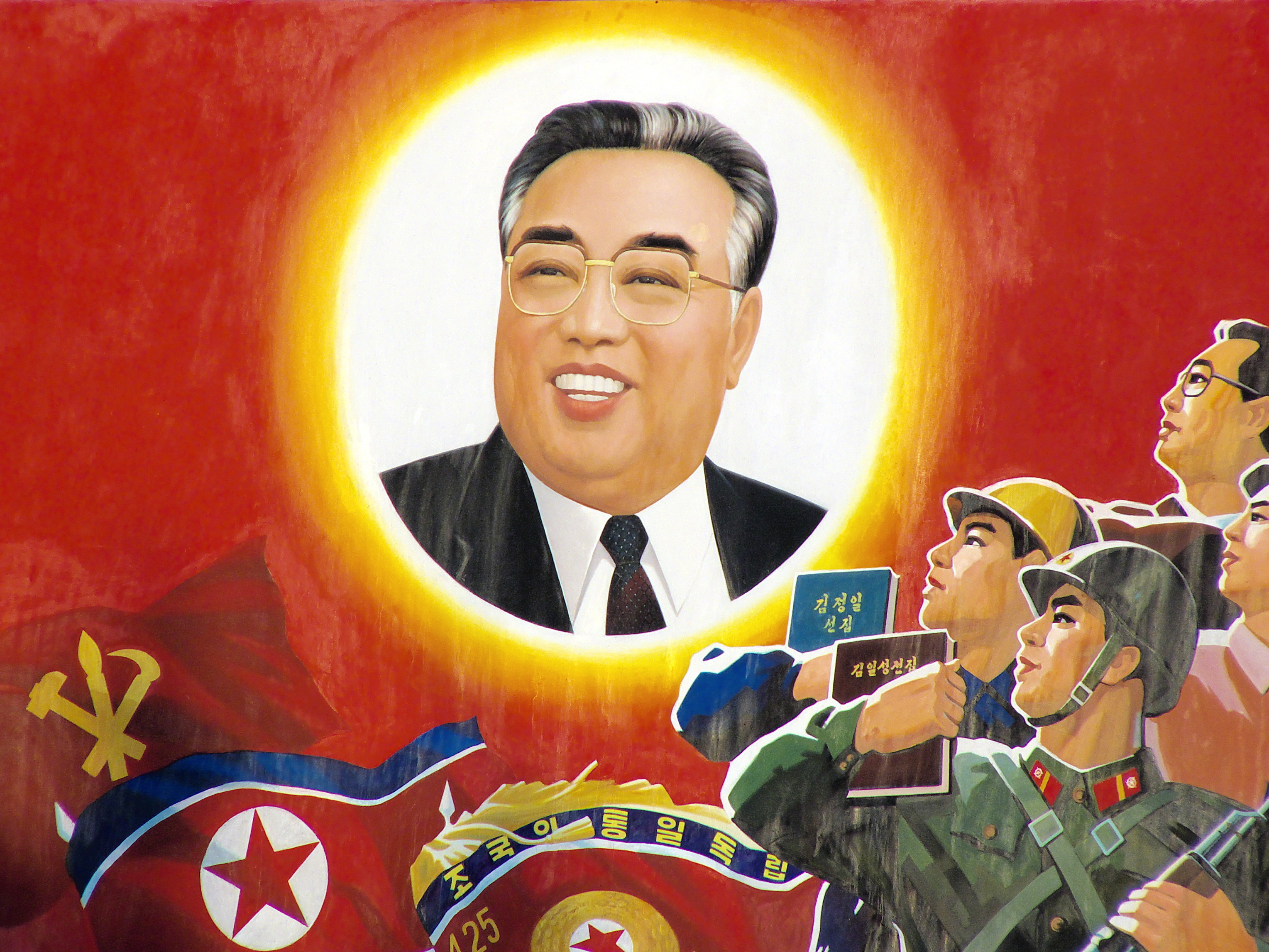
金日成发展了主体思想。

主体思想是金日成发展起来的，起初被认为是马列主义的分支，金日成于1965年4月14日发表讲话后则逐渐转变为强调“政治独立、经济自立、自力更生”的思想。主体思想非常注重群众的领导，只有金日成可以领导朝鲜人民取得成功。这一理论巩固了金日成对朝鲜劳动党和全朝鲜的最高地位。
该理论将伟大领袖描述为“全能者”。伟大领袖拥有最高的智慧，也是唯一拥有工人阶级合法代表权的人。伟大领袖能够意识到阶级矛盾，带领人民进行大革命，克服巨大困难。而且，伟大领袖完美无瑕，从不犯错，统治权永远在身。只有引入统一的意识形态体系，才能发挥伟大领袖理论的作用。唯一思想体系在《確立黨的唯一思想體系十大原則》有明文规定。

## 政党和选举

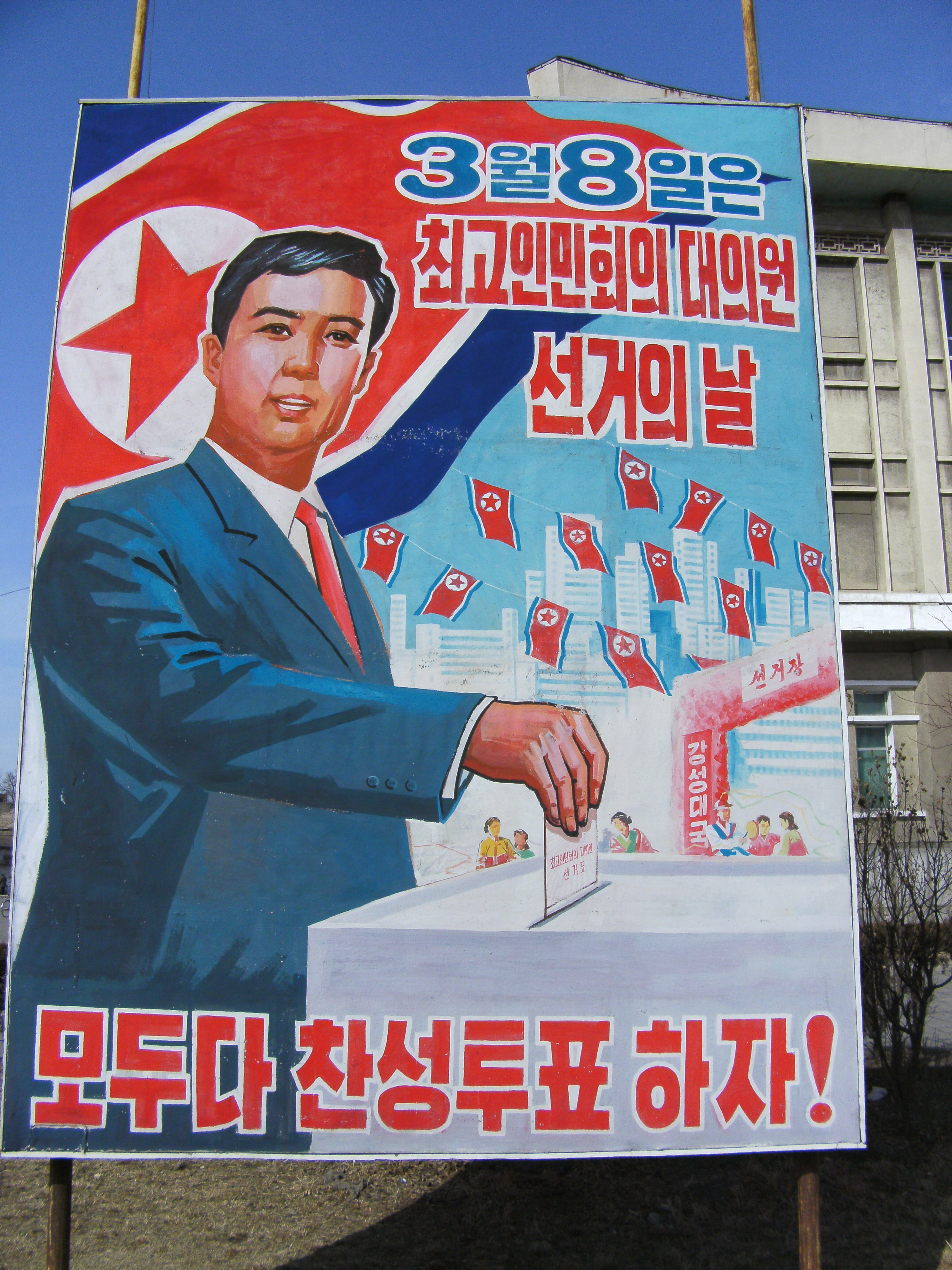
有关最高人民会议选举的官方宣传

最高人民会议是朝鲜的一院制立法机构，每五年举行一次选举来选出党和国家领导人。从理论上讲，议席大多掌握在朝鲜劳动党、朝鲜社民党和天道教青友党三个不同的政党手上，其他党派或无党籍的代表很少。但实际上，三个政党的代表皆由祖国统一民主主义阵线提名，而朝鲜劳动党总是有望获胜。但凡十七岁以上的朝鲜公民皆必须参与投票。离开投票站后，投下支持票的选民会向国家的“伟大领袖”表达可行使投票权的“幸福感”。朝鲜的选举被批评为一场演戏，因为投票率几乎高达百分之百。虽然在法律上选民可以划掉候选人姓名并将选票放入单独的盒子中来投反对票。然而，投票站对外开放，且投票在官员的监督下进行。秘密警察会怀疑投下反对票的选民“对国家不忠”从而跟踪他们，投反对票的风险因此极大。投下反对票的人可能会失去房屋和工作。以金氏为首的朝鲜劳动党在每次选举中都能得到多数选票，从而在最高人民会议掌握着政治权力。

## 秘密警察
秘密警察局为隶属于朝鲜国家保卫省的独立机构。根据前秘密警察孔德浩教官的证词，秘密警察的选拔过程是基于对执政党和金日成家族的忠诚，但警察技能在选拔过程中几乎无须考虑。潜在人选要检查亲戚六代人的成分，且必须有人在政府内担任要职。主要职责之一是镇压国内的异见者（例如反对金日成家族的人或对现有体制不满者）。秘密警察局有权通过特别法庭直接上奏金正恩。此外，高级秘密警察负责审查朝鲜国内所有的出版物并颁发出版许可。秘密警察的另一项职责是管理集中营。他们要求看守虐待囚犯，看守如稍有同情，就会招致惩罚。

## 宗教
朝鲜官方信奉国家无神论。朝鲜的宗教由于与世界极端隔绝，故难以直接观察。根据英国宗教情报局的估计，大多数朝鲜人没有宗教信仰。朝鮮巫教和天道教是主要宗教，佛教和基督教只占少数。
下表说明了对2000年代朝鲜宗教人口的估计。
|          | 数量       | 占比 |
| -------- | ---------- | ---- |
| 无宗教者 | 15,356,354 | 64.3 |
| 朝鮮巫教 | 3,846,000  | 16   |
| 天道教   | 3,245,000  | 13.5 |
| 基督教   | 406,000    | 1.7  |
| 佛教     | 1,082,888  | 4.5  |

天道教青友党是天道教的政治代表，被平壤官方视为“国教”。这位官员称赞天道主义的独特性，符合共产主义作为民众和革命反帝的特点。朝鲜佛教传统的发展与朝鲜半岛分裂后韩国的发展不同。佛教活动完全由朝鮮佛教徒聯盟官方资助和授权。 由于过去建造的现有寺庙被作为文化遗产保护，朝鲜的宗教活动并不活跃。
直到19世纪，基督教在朝鲜半岛北部广泛传播，平壤被视为“东方的耶路撒冷”，这在1948年之前吸引了大批基督徒朝圣。然而，随着朝鲜民主主义人民共和国建国，由于该教与美国的密切联系，金日成对基督教进行了批评和劝阻国民信仰基督教。那些在朝鲜的，害怕被迫害的基督徒纷纷南下。
根据朝鲜战争的参考和脱北者的证词，一些学者认为，宗教被官方斩草除根，因为帝国主义者可能会利用它来动摇朝鲜当局的合法性，阻滞共产主义的发展。为了生存，新的现实迫使人们还俗。从这个角度来看，佛教和基督教在朝鲜皆已不复存在，1970年后朝鮮佛教徒聯盟和朝鮮基督教聯盟的重新出现对宗教的存在没有实际意义。另一方面，根据收集到的证据，包括佛教和基督教在内的宗教在几十年间仍然存在并死灰复燃。可能的原因是，宗教人士也认可共产主义在马列主义、金日成主义方面的价值，对领导层表现出“最高敬意”。

## 食物分配
自1990年代以来，朝鲜的配给系统彻底瘫痪，并且极度依赖国际粮食援助。由于美国的经济制裁，朝鲜无法进口粮食或发展其农业技术。加上资源环境管理不善，粮食产量无法满足人民需求。此外，由于公民没有迁徙自由，公民寻找食物亦可能违法。这些影响导致朝鲜频繁发生大规模饥荒事件。
斯蒂芬·哈加德和马库斯·诺兰质疑1990年代的大饥荒本可避免，但该政权将军队凌驾在人民的安全之上。适当的政策调整本可以有效遏制严重的粮食短缺问题。但平壤方面拒绝接受国际人道主义援助，外交局势十分被动。

## 媒体
媒体被国家完全操纵，沦为政治宣传的机器。在2018年新闻自由指数中，朝鲜以84.98分在一百八十个国家（地区）中排倒数第一。该国所有的报纸和广播皆为国有，以确保政权稳固并保证人民绝对服从金氏家族第三代领袖金正恩。朝鲜中央通讯社是主要新闻机构，首都平壤集中了《劳动新闻》等12家主要报纸和20种期刊。此外，一切朝鲜记者皆为朝鲜劳动党党员，他们将外国记者斥为“颠覆国家政权的大骗子”。
此外，朝鲜境内的一切通讯和文件传输（包括手机）只能在完全由政府控制和监控的国家内网中进行。朝鲜人被严禁访问一切外国资讯，违者将被投入集中营。

## 出身成分
政府以出身为基础对公民进行分类，并将他们分为三个主要类别并再细分为50个子类别，这些类别被印在朝鲜的公民身份证明上。个人行为、家庭背景和亲属在政治立场和社会经济地位方面的背景是评估一个人对政府和“伟大领袖”的忠诚度的关键因素。因此，只有在个人的成分值得信任的情况下，才会给予他权利、教育和就业机会，甚至是充足的食物。另外，好的出身是入党的基本条件。
另一方面，根据朝鲜官方的表态，朝鲜全体国民一律平等，并否认基于家庭背景的歧视。

## 管理所
国家保卫省负责拘留政治犯和涉嫌政治不可靠的人。1994年前，如果被定罪的政治犯是他们的直系亲属，无辜者也会遭到牵连。朝鲜中部和东北部为集中营的集中地，总共关押约八万至十二万名政治犯。为了确保与外界的极度隔绝，这些营地位于僻静的山谷中。许多人死于酷刑、饥饿、恶劣环境和工作事故。
根据前囚犯和卫星图像提供的证据，下表列出了朝鲜现存的六个管理所。
| 地点 | 容量   | 占地面积     |
| ---- | ------ | ------------ |
| 北仓 | 50,000 | 73平方公里   |
| 会龙 | 50,000 | 225平方公里  |
| 耀德 | 46,500 | 378平方公里  |
| 价川 | 15,000 | 155平方公里  |
| 化城 | 10,000 | 549平方公里  |
| 清津 | 3,000  | 0,25平方公里 |

耀德政治犯收容所和北倉集中營有不同的功能和目的。前者主要囚禁被判处无期徒刑的人；后者关押被处以超长刑期，且极难获释的罪犯。
有关朝鲜耀德政治犯收容所的新闻报道称，地主、被清洗的劳动党官员和宗教活动人士最初被送往政治监狱并被处以劳改。一旦公民被怀疑对领袖犯下大不敬，犯有政治或意识形态罪行，也会被投入监狱。朝鲜的政治犯监狱拘禁有二十万名囚犯，其中一名前囚犯指出，囚犯经常受到虐待和挨饿，每逢有同狱囚犯被处决，他们都强迫观看。